# Benjoí
A 'benjoí (Scaptotrigona polysticta) é uma abelha social da subfamília dos meliponíneos, presente em vários estados do Brasil. Apresenta cabeça e tórax pretos. Já o abdômen pode ter um tom mais claro que a cabeça podendo chegar ao cinza e possui marcas brancas que podem variar sendo mais finas ou mais grossas a depender da região, geralmente na quantia de 6 listras ao pares, parecendo, ao longe, 3 listras brancas ao final do abdômen. Mede 7 milímetros de comprimento. Constrói ninhos em ocos em árvores de maior porte na natureza.

## Outros nomes e etimologia
Esta espécie de abelha também é chamada de beijoím, sanharão-porco, mijui, bijui, bui-kaiaki, abelha-canudão ou imrê-tié. Em alguns lugares é chamada de mandaguari, tibuna e sanharão, porém tais nomenclaturas são usadas para outras espécies de abelhas do gênero trigona ou scaptotrigonas e pode gerar confusão por serem abelhas bastante parecidas no geral, na grande maioria das vezes sendo escuras, só sendo possível diferenciá-las por detalhes no seu fenótipo e tipos de ninhos e pitos de entrada que costumam fazer.

## Taxonomia e filogenia
A Scaptotrigona polysticta é um membro da ordem Hymenoptera, que é uma das quatro maiores ordens de insetos. É da família Apidae, que é composta de abelhas, e a subfamília é o Apinae, que são abelhas com cesta de pólen. Junto com outras espécies na tribo Meliponini, a beijoí é uma abelha eussocial sem ferrão da família das scaptotrigonas. Existem cerca de 500 espécies conhecidas nesta tribo, a maioria dos quais estão localizados nos neotrópicos.

## Características

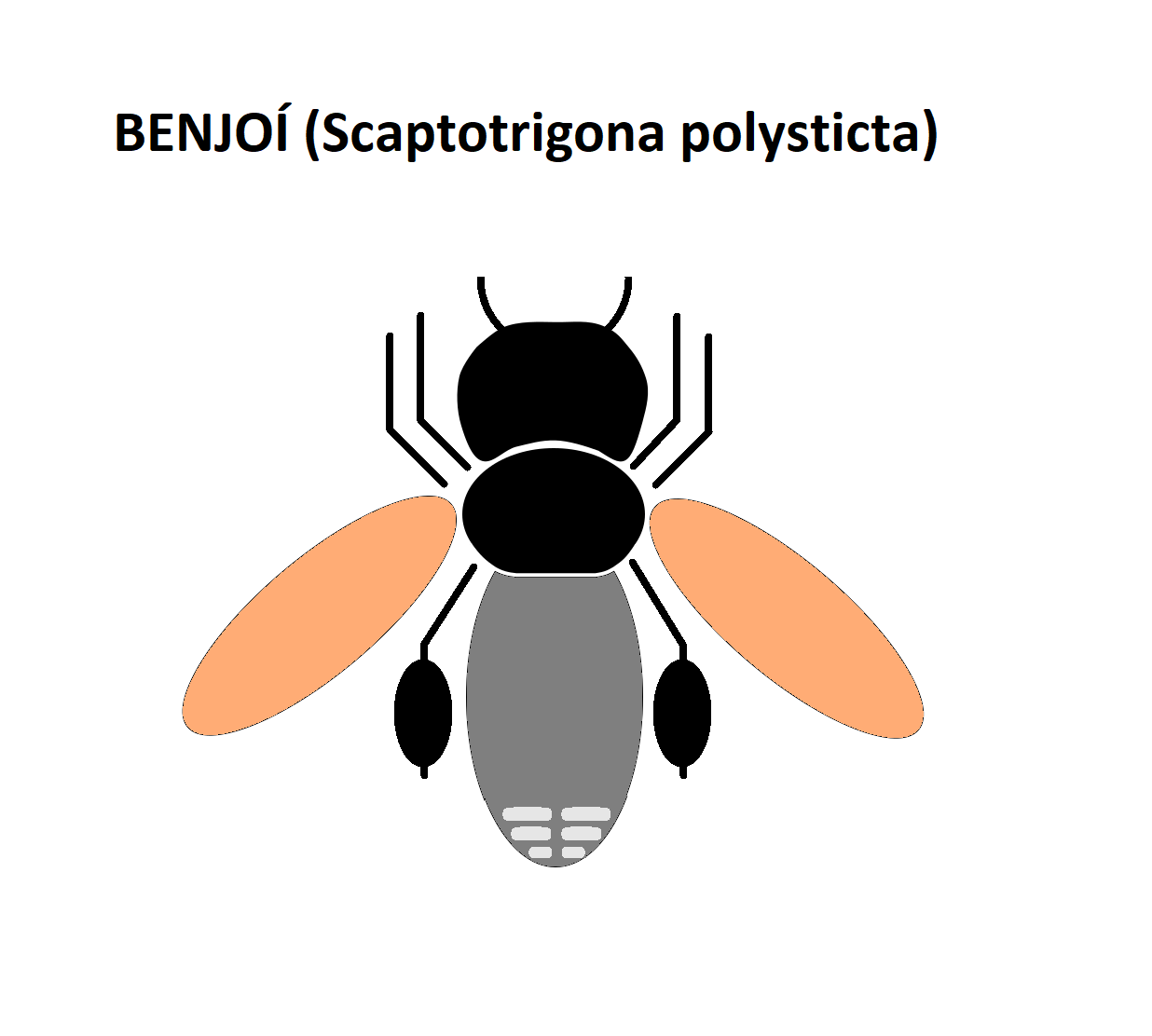
Existem diversas espécies de Scaptotrigonas. A imagem representa a Scaptotrigona postica e suas características físicas. A benjoí tem asas amarronzadas, cabeça e tórax preto, abdômen mais claro que pode chegar ao cinza e as 6 listras (que parecem 3) listras brancas ao final do abdômen

A Benjoí é uma abelha tímida e pouco defensiva, considerada a mais mansa das Scaptotrigonas, diferente de outras abelhas do mesmo gênero que costumam ser bastante defensivas. Por conta disto tem se tornado bastante apreciada para ser criada, podendo produzir até 3 litros de mel ao ano, do qual é considerado suave e saboroso. Não são difíceis de capturar nas iscas em regiões em que ocorre. Em áreas urbanas, a benjoí tem tido certo sucesso ao se adaptar às cidades, uma vez que, por ser tímida, chama pouco a atenção e não incomoda as pessoas, aumentando suas chances de sobrevivência, o que colabora para que seja mantida sem maiores problemas em meliponários urbanos, não incomodando o próprio meliponicultor nem outras pessoas.
Está distribuída no Brasil nos estados do AC, MG, PA, RO, TO, MA, MT, AM, PI, SP, GO e DF.
Scaptotrigonas conseguem gerar híbridos e com esta espécie não é diferente, podendo gerar descendentes híbridos como com mandaguari preta, canudo, dentre outras scaptotrigonas. Algumas vezes as abelhas híbridas de benjoí possuem características físicas das duas espécies, mas outras vezes parecem ter características apenas das benjoí. Um bom indício de que a colônia é de benjoí pura, além das características físicas da espécie que se deve fica atento, é que ela deve se mostrar mansa, já as híbridas se mostram defensivas, não tanto quanto uma canudo por exemplo, mas é perceptível a diferença da híbrida para uma benjoí pura.
Em caixas do tipo racional modelo INPA, seus ninhos necessitam de tamanho interno de 20x20x7 centímetros para ninho e sobreninho e 20x20x5 centímetros para melgueira, necessitando 1 ninho e 2 sobreninhos. Caixas de benjoí podem ser mantidas a uma distância de 20 centímetros uma da outra. Seu pito de entrada é construído apontando para baixo.